# سانتو أنطونيو (فونشال)
سانتو أنطونيو (بالبرتغالية: Santo António‏) (بالبرتغالية تعني "القديس أنتوني") هي أبرشية مدنية في الجزء الشمالي الشرقي من بلدية فونشال في جزيرة ماديرا.

## المشاهير
- كريستيانو رونالدو[4][5]